# Jaminton Campaz
Jaminton Leandro Campaz (* 24. Mai 2000 in Ibagué) ist ein kolumbianischer Fußballspieler, der beim Erstligisten Deportes Tolima unter Vertrag steht. Der Flügelspieler ist ehemaliger kolumbianischer U17-Nationalspieler.

## Karriere

### Verein
Jaminton Campaz stammt aus der Jugendabteilung von Deportes Tolima, wo er in der Saison 2017 erstmals in die erste Mannschaft befördert wurde. Am 1. April 2017 (11. Spieltag) debütierte er beim 3:0-Heimsieg gegen den Tigres FC in der höchsten kolumbianischen Spielklasse, als er von Beginn an auf dem Platz stand und in der 63. Spielminute ein Tor erzielte. In diesem Spieljahr bestritt er fünf Ligaspiele, in denen er ein Mal traf. In der folgenden Saison 2018 wurde er kein einziges Mal berücksichtigt. in der nächsten Spielzeit 2019 konnte er sich erfolgreich in der Startformation etablieren. Am 4. Oktober 2019 (14. Spieltag) erzielte er den ersten Doppelpack seiner professionellen Karriere. Die Saison schloss man als Tabellendritter ab und Campaz steuerte dazu fünf Tore in 30 Ligaspielen bei. Im Februar 2020 schoss er sowohl im Hin- als auch im Rückspiel der 2. Runde der Copa Libertadores gegen den CSD Macará seine Mannschaft zum 1:0-Sieg. In der nächsten Spielzeit bestritt Campaz 18 Ligaspiele, in denen er erneut fünf Mal treffen konnte.

### Nationalmannschaft
Mitte Februar 2017 wurde Jaminton Campaz von Cheftrainer Orlando Restrepo in den Kader der kolumbianischen U17-Nationalmannschaft für die U17-Südamerikameisterschaft 2017 nominiert. Dort kam er in allen neun Spielen der Auswahl zum Einsatz, in denen er drei Tore erzielte. Im Oktober 2017 war er bei der U17-Weltmeisterschaft 2017 in Indien in allen vier Spielen im Einsatz.

## Erfolge
Grêmio FBPA
- Staatsmeisterschaft von Rio Grande do Sul: 2022